# Myre (film)
|  | Denne artikel er oprettet af botten Steenthbot ud fra en ekstern database. Den kan derfor have sproglige fejl eller mangler. Denne skabelon kan fjernes efter kontrol af indholdet. |

 For alternative betydninger, se Myre (flertydig). (Se også artikler, som begynder med Myre)
Myre er en tysk animationsfilm fra 2018 instrueret af Julia Ocker.

## Handling
Alle myrerne arbejder perfekt sammen. Men der er én myre, der gør alting anderledes.

## Medvirkende
- Christian Heck, Myre